# Joan Abse
Joan Abse rozená Joan Mercer (11. září 1926 St Helens - 13. června 2005) byla anglická historička umění a manželka Daniela Abse. Zemřela při automobilové nehodě v jižním Walesu.

## Dílo
- The Art Galleries of Britain and Ireland: A Guide to their Collections (1975)
- My London School of Economics (1997), spolu s Chaimem Bermantem
- John Ruskin: A Passionate Moralist (1980)
- Letters from Wales (2000).